# Правда (издательство)
Издательство и типография «Правда» — крупнейшее газетно-журнальное партийное издательство СССР, основанное в Москве в 1929 году. Деятельность издательства была связана с выпуском газеты «Правда» (основанной в 1912). Издательство выпускало все центральные газеты и журналы ЦК КПСС, а также книги, открытки и др. В конце 1991 года преобразовано в ФГУП «Пресса» Управления делами Президента Российской Федерации.

## История
22 апреля (5 мая) 1912 года тиражом 60 тысяч экземпляров вышел первый номер ежедневной газеты «Правда», газета планировалась распространяться среди большевиков и рабочих.
С мая 1912 года по июль 1914 года против «Правды» был предпринят ряд репрессий. Газета закрывалась 8 раз и вновь выходила под новым названием: «Рабочая правда», «Северная правда», «Правда труда», «За правду», «Пролетарская правда», «Путь Правды».
До 8 июля 1914 года первые номера печатались в Петербурге в типографии товарищества «Художественная печать» на Ивановской улице, д. 14, владельцем которой был инженер Березин.
Выпуск газеты «Правда» возобновился 5(18) марта 1917 года и в течение четырёх месяцев дом на набережной Мойки 32/2 был издательско-полиграфической базой для газеты «Правда». С 6 апреля 1917 года редакцию «Правда» возглавил В. И. Ленин, на 3 месяца это стало местом его ежедневной работы.
14 марта 1918 года вышел последний петроградский номер, в дальнейшем в связи с переездом ЦК РКП(б) и Советского правительства, с 21 марта 1918 года газета «Правда» выпускалась в Москве. Газета печаталась в типографии, принадлежавшей до революции И. Д. Сытину, и располагавшейся по адресу: Тверская (Горького) улица, д. 48. В это же время «Правда» объединилась с издательством «Беднота», но собственной типографии всё ещё не было.
Постепенно началось расширение издательства и выпуск новых журналов и газет, таким образом, в 1923 году издательство выпускало уже четыре газеты и восемь журналов и также приступило к изданию брошюр и книг.
Но, несмотря на это, издательство всё ещё не имело своих помещений, впоследствии была приобретена небольшая типография у Яузского моста, что и положило начало крупнейшему газетно-журнальному комбинату «Правда». В марте 1926 года издательству «Правда» передана типография «Красный маяк». Техническое оснащение типографии не отвечало существующим требованиям и в 1926—1927 годах была проведена капитальная реконструкция, а к 1929 году принято решение о строительстве нового газетно-журнального полиграфического комплекса.
Тираж газеты «Правда» в новой типографии вышел 5 мая 1934 году в День печати, также в этот день был отпечатан тираж «Комсомольской правды» с приложением «Листок юнкора». 

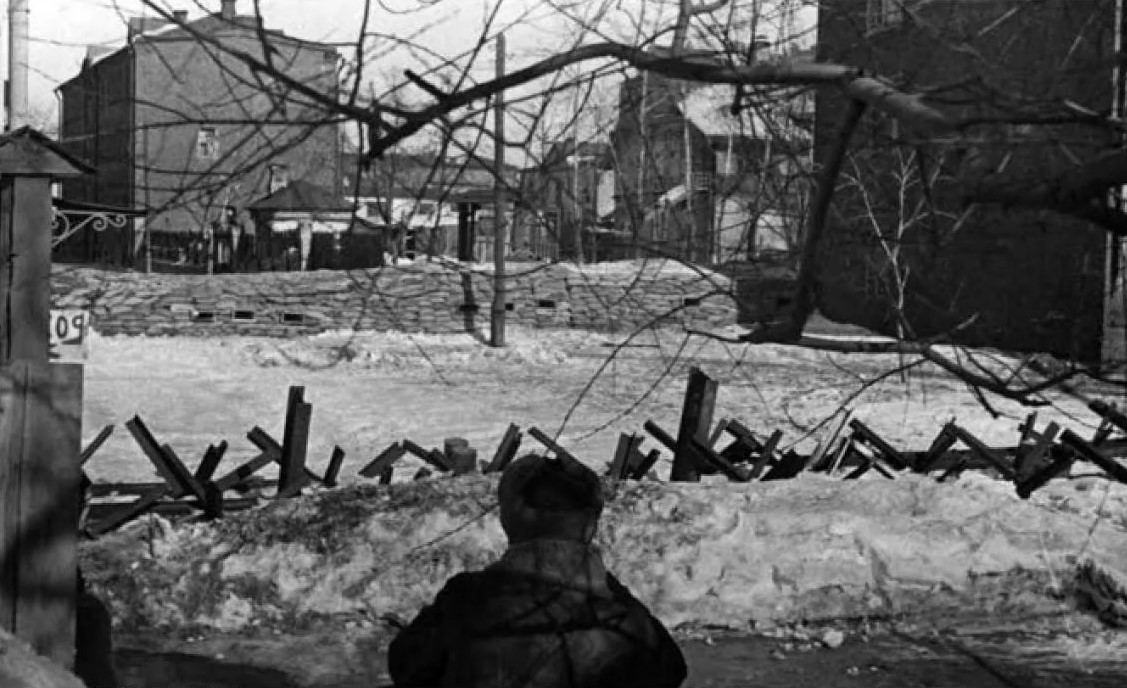
Противотанковые ежи и баррикады у полиграфического комбината газеты «Правда». 1941. Фото М. Калашникова

К концу 1935 года завершается строительство основных объектов нового комплекса, полностью вводятся корпуса типографии, склад бумаги, столовая, Дом культуры, детские учреждения.
С 1959 года по 1963 года проводилось строительство комплекса для выпуска массовых иллюстрированных форм общественно-политических журналов на основе глубокой печати. В период с 1961 по 1963 годы были установлены новые, более производительные, газетные агрегаты с формным и комплектующим оборудованием.
В системе Госкомиздата СССР в 1980-х гг. издательство входило в главную редакцию общественно-политической литературы. В 1980—1990-х гг. показатели книгоиздательской деятельности издательства были следующие:
|                                       | 1980     | 1985      | 1990      |
| ------------------------------------- | -------- | --------- | --------- |
| Кол-во книг и брошюр, печатных единиц | 160      | 307       | 309       |
| Тираж, млн экз.                       | 40,677   | 113,4784  | 121,5135  |
| Печатных листов-оттисков, млн         | 869,3679 | 2814,2881 | 3415,1502 |

## Названия и переименования с 1927 по 2005
1927 — Издательство «Правда» и «Беднота»
1929 — Издательство ЦК ВКП(б) «Правда»
1934 — Объединённая типография издательства ЦК ВКП(б) «Правда» имени тов. Сталина
1939 — Издательство ЦК ВКП(б) «Правда» и типография им. И. В. Сталина
1941 — Издательство и типография газеты «Правда» им. И. В. Сталина
1954 — Издательство и ордена Ленина типография газеты «Правда» им. И. В. Сталина
1961 — Издательство и ордена Ленина типография газеты «Правда»
1962 — Издательство и ордена Ленина типография газеты «Правда» им. В. И. Ленина
1971 — Издательство и ордена Ленина и ордена Октябрьской революции типография газеты «Правда» им. В. И. Ленина
1981 — Издательство ЦК КПСС «Правда»
1991 — Государственное издательство «Пресса»
1997 — Государственное унитарное предприятие Издательство «Пресса» Управления делами Президента Российской Федерации
2000 — Федеральное государственное унитарное предприятие Издательство «Пресса» Управления делами Президента Российской Федерации
2005 — Федеральное государственное унитарное предприятие «Пресса» Управления делами Президента Российской Федерации

## Здание издательства

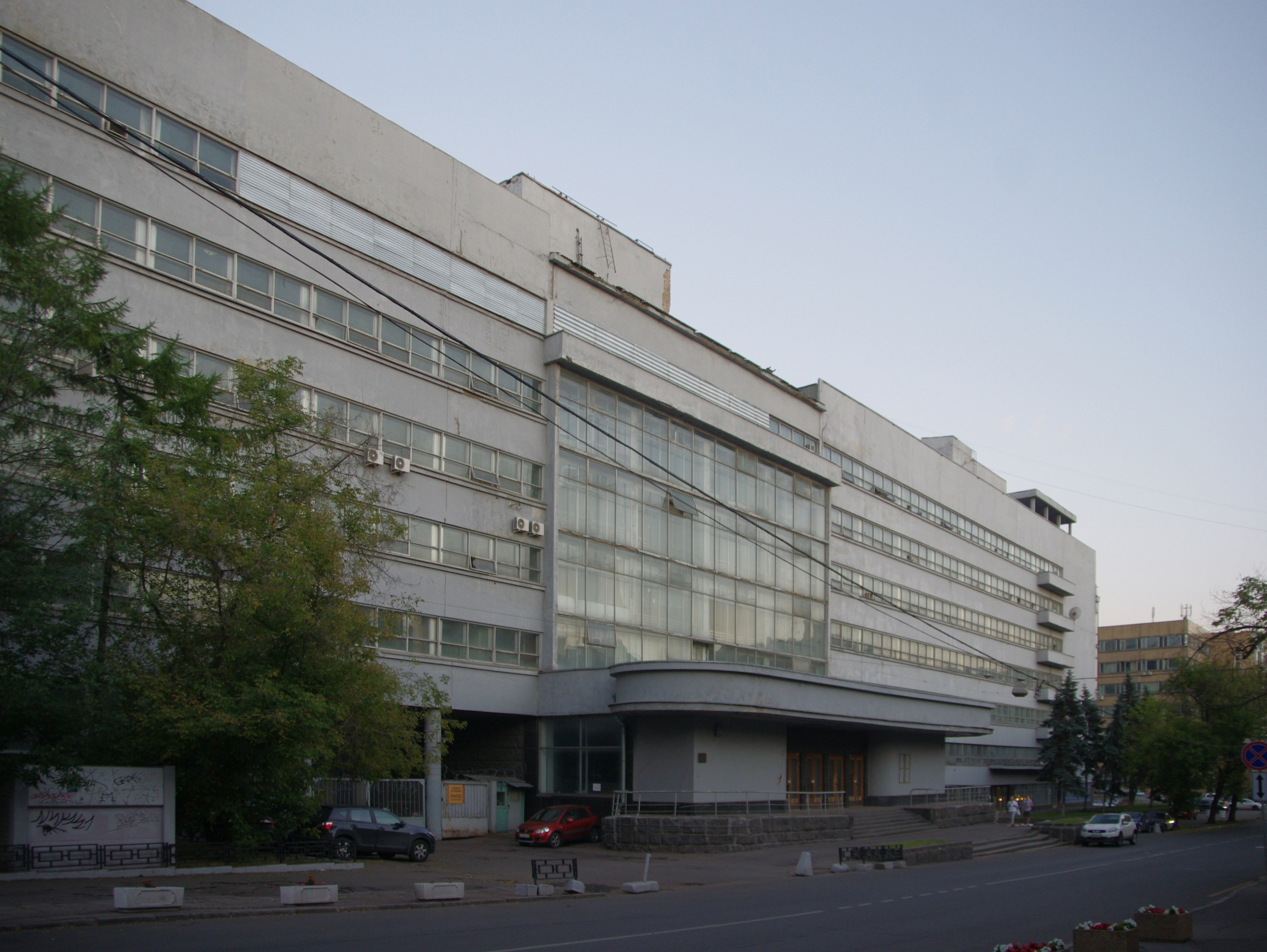
Здание Комбината газеты «Правда»

Здание Комбината газеты «Правда» (Москва, ул. Правды, д. 24) , было построено в 1929—1935 гг. в стиле конструктивизма, целевое направление функционализм, по проекту архитектора П. А. Голосова. Здание, лаконичное по архитектуре, построено на сочетании огромного и высокого прямоугольного блока 8-этажного редакционно-издательского корпуса и пониженного производственного. Это классический памятник архитектуры и одно из крупнейших промышленных зданий Европы. Ленточные окна, закругленный козырек вестибюля и балконы — капитанские мостики создают динамичный «корабельный» образ, любимый архитекторами авангарда. В 1987 г. это здание получило статус памятника архитектуры регионального значения.
В советские времена в здании располагались редакции газет «Правда», «Комсомольская правда», «Советская Россия», «Сельская жизнь».
После пожара 13 февраля 2006 года здание выведено из эксплуатации. Причиной пожара стала перегрузка устаревшей электросети современным отопительным оборудованием. Длительное тушение на морозе привело к обледенению здания, не менее опасному для памятника, чем огонь. С тех пор здание пустует. Состояние несущих конструкций за десять лет не было исследовано должным образом. Собственник здания, ФГУП «Пресса», провел конкурс на проект реставрации, в котором победил «Моспроект-3». Но проект так и не был разработан в полном объёме, реставрация не началась. В апреле 2017 года на общественное обсуждение был вынесен Акт государственной историко-культурной экспертизы проектной документации по приспособлению к современному использованию части помещений, расположенных в ОКН регионального значения «Здание комбината газеты „Правда“, 1931—1937 гг., арх. Голосов П. А.» по адресу: ул. Правды, д. 24, стр. 2. По результатам общественного обсуждения было выражено несогласие с выводами заключения ГИКЭ и отказано в согласовании проектной документации. В мае 2017 года акт ГИКЭ был повторно вынесен на общественное обсуждение, по его результатам Мосгорнаследие выразило согласие с выводами заключения ГИКЭ и согласовало проектную документацию. В апреле 2018 года приказом Мосгорнаследия утверждено охранное обязательство собственника или иного законного владельца ОКН, предмет охраны и границы территории памятника

## Иллюстрации

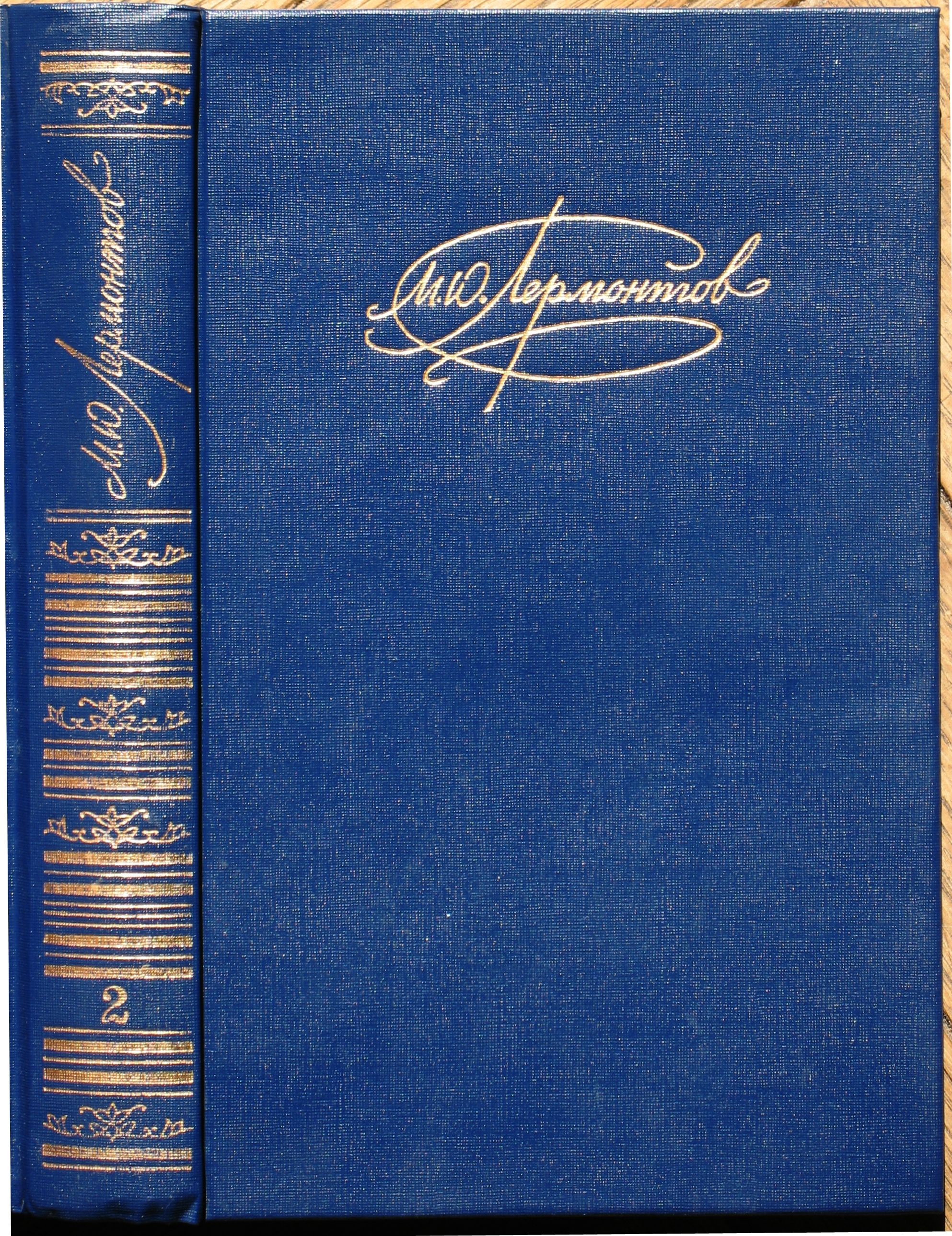
Обложка самого массового в мире издания Лермонтова. «Правда», 1989
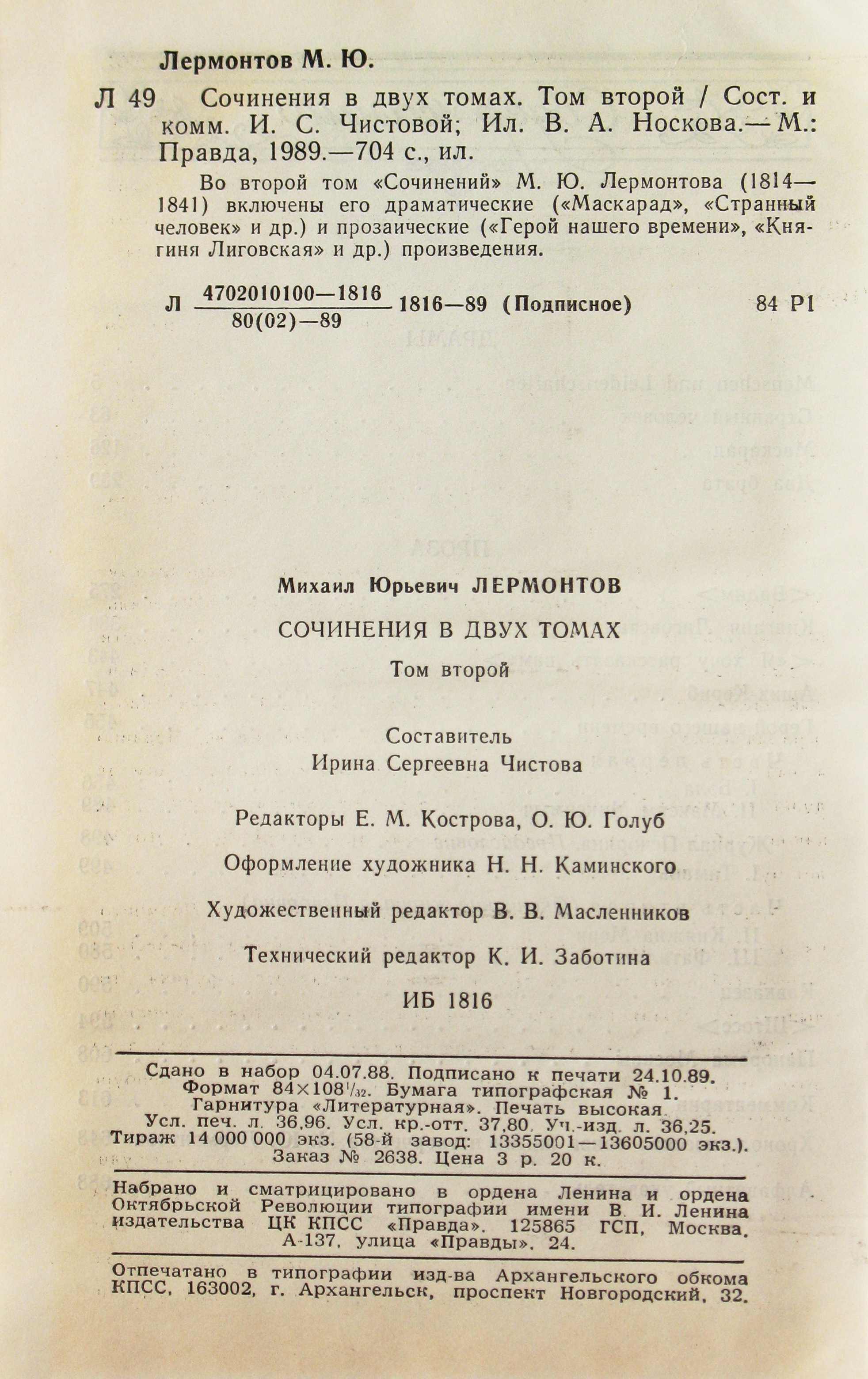
Выходные данные самого массового издания Лермонтова (14 млн. экз.)